# Apophis (goa'uld)
Apophis je fiktivní postavou velmi mocného goa'ulda ve sci-fi seriálu Hvězdná brána. Představuje jej herec Peter Williams.
Postava Apophise byla založena na postavě egyptské mytologie Apopovi.
Apophis byl výjimečně silný Goa'uldský vládce soustavy. Bratr nejvyššího vládce soustavy Raa, původně velel menší flotile, ale jeho moc vzrůstala a nakonec se stává dominantním vládcem soustavy po smrti Raa. Po příchodu Apophise na Zemi skrze hvězdnou bránu byl obnoven program hvězdné brány. Zajal Skaaru a Sha're z Abydosu, přivedl je na planetu Chulak a udělal z nich hostitele pro svého syna Klorela a královnu Amaunet. Jeho Prvním mužem byl dlouhá léta jaffa Bra'tac, kterého na tomto postu vystřídal Teal'c.
Pokusil se opakovaně zničit Zemi. Implantováním biologické zbraně do zubu Rya'ca, která by vyhladila život na Zemi. Dále vytvořením armády, která se měla infiltrovat a zničit Zemi. Se svojí královnou Amaunet zplodil syna Harsesise, který se měl stát jeho novým dokonalým hostitelem, ale dítě bylo ukradeno týmem SG-1 a vyrůstalo v tajnosti na planetě Kheb. Byl zajat a mučen svým nepřítelem goauldem Sokarem, ale uprchl a hledal útočiště na Zemi v naději, že to přinese zkázu Zemi z rukou Sokara. Zemřel na svá zranění, ale jeho tělo bylo vráceno Sokarovi, který ho oživil v sarkofágu a opakované mučil. Jako vězeň Sokara na Netu, převzal identitu Na'onaka, Prvního muže goa'ulda Bynarra, vládce Netu. Poté, co zabil Bynarra a převzal moc na Netu, zajal tým SG-1.
Se svou novou armádou se Apophis vrátil na Chulak a zaútočil na svůj vlastní svět při pátrání po Harsesisovi, který byl ukryt na Khebu. Založil znovu svou mocenskou základnu, vyvíjel novou třídu bitevní lodi, která byla zničena týmem SG-1 na PX9-757. Vylákal svého nepřítele Heru'ura na Tobin pod záminkou vyjednávání o spojenectví a pak zničil jeho flotilu. Přivedl svou armádu na planetu Vorash, kde zajal Teal'ca a vymyl mu mozek tak, že se Teal'c stal opět Apophisovým Prvním mužem. Nicméně, SG-1 vytvořila supernovu ze slunce blízko planety Vorash a tím zničila Apophisovu flotilu. Při výbuchu slunce se Apophisova mateřská loď dostala mimo galaxii a byla infiltrována replikátory. Když se loď vrátila zpět, SG-1 sabotovala lodní motory a způsobila, že loď havarovala na planetě Delmak.